# Mordellistena quadrisulcata
Mordellistena quadrisulcata es una especie de coleóptero de la familia Mordellidae.

## Distribución geográfica
Habita en China.